# Армизонское сельское поселение
Армизонское се́льское поселе́ние — муниципальное образование в Армизонском районе Тюменской области Российской Федерации.
Административный центр — село Армизонское.

## История
Статус и границы сельского поселения установлены Законом Тюменской области от 5 ноября 2004 года № 263 «Об установлении границ муниципальных образований Тюменской области и наделении их статусом муниципального района, городского округа и сельского поселения».

## Население
| 2010  | 2011  | 2012  | 2013  | 2014  | 2015  | 2016  |
| ----- | ----- | ----- | ----- | ----- | ----- | ----- |
| 5441  | ↘5430 | ↘5323 | ↘5247 | ↘5201 | ↗5216 | ↘5203 |
| 2017  | 2018  | 2019  | 2020  | 2021  | 2023  |       |
| ↗5292 | ↗5306 | ↗5356 | ↘5330 | ↗5468 | ↘5432 |       |

## Состав сельского поселения
| № | Населённый пункт | Тип населённого пункта       | Население |
| - | ---------------- | ---------------------------- | --------- |
| 1 | Армизонское      | село, административный центр | ↗4886     |
| 2 | Кайнак           | деревня                      | ↘50       |
| 3 | Менщикова        | деревня                      | ↘107      |
| 4 | Семискуль        | деревня                      | ↗160      |
| 5 | Снегирева        | деревня                      | ↘114      |
| 6 | Яровое           | село                         | ↘234      |